# Ectoedemia aegilopidella
Ectoedemia aegilopidella là một loài bướm đêm thuộc họ Nepticulidae. Nó là loài đặc hữu của mainland Hy Lạp và Rhodes.
Sải cánh dài 3.8-4.2 mm. Con trưởng thành bay vào tháng 4. Có thể có một lứa một năm.
Ấu trùng ăn Quercus macrolepis. Chúng ăn lá nơi chúng làm tổ. 